# Недожатка
Недожатка (Трестянка) — река в России, протекает по Хвойнинскому району Новгородской области.
Река Трестянка берёт исток на севере Новгородской области из небольшого озера Неторечье, течёт на восток. После озера Стехово называется Недожатка. В нижнем течении поворачивает на север и впадает в Смердомку в 43 км от её устья возле деревни Жилой Бор Остахновского сельского поселения Хвойнинского района.
Длина реки составляет 25 км, площадь водосборного бассейна — 97,1 км².

## Данные водного реестра
По данным государственного водного реестра России относится к Верхневолжскому бассейновому округу, водохозяйственный участок реки — Молога от истока и до устья, речной подбассейн реки — Реки бассейна Рыбинского водохранилища. Речной бассейн реки — (Верхняя) Волга до Куйбышевского водохранилища (без бассейна Оки).
Код объекта в государственном водном реестре — 08010200112110000006863.